# 데르벤트현
데르벤트현(러시아어: Дербентская губерния)은 1846년부터 1860년까지 존재했던 러시아 제국의 현으로 현도는 데르벤트이다. 1860년 다게스탄주로 개편되었다.